# 大奖赛网球巡回赛
大奖赛网球巡回赛（英语：Grand Prix tennis circuit），简称「大奖赛」或者「大奖赛巡回赛」，是1970年至1989年间存在的男子职业网球巡回赛。大奖赛（Grand Prix）和世界网球锦标赛（WCT）是当前男子选手所参加ATP巡回赛的两个前身，逐渐合并形成现在的ATP巡回赛。 

## 背景
在网球的「公开赛年代」（Open Era）之前，由于业余选手受本国(和国际)网球联合会的管辖，著名的专业网球选手，像苏珊·朗格伦和文森特·理查兹都会与职业推广公司签约。后来，像比尔·蒂尔登和杰克·克雷默这样的专业宣传人员经常用丰厚的奖金说服像潘乔·冈萨雷斯和罗德·拉沃这样的顶尖业余网球选手参加他们的巡回赛赛事，但赛事组织的成功却导致了经济上的困难，因为球员的奖金过高，而上座率的下降导致了赛事收入的减少。
20世纪50年代末，职业巡回赛开始分崩离析。它之所以能存活下来，只是因为1963年的美国职业网球锦标赛从波士顿第一国民银行获得了赞助，而1962年的冠军未能获得奖金。与此同时，温布尔登网球锦标赛主席赫尔曼·大卫也清楚地意识到“冒充业余主义”（shamateurism）的概念——即业余比赛推广者暗中向选手支付奖金，以确保他们仍然是业余选手。
1967年，赫尔曼·大卫宣布，在1967年的温布尔登网球锦标赛之后，将在全英草地网球和门球俱乐部举行职业网球赛事。这次比赛由英国广播公司进行了电视转播，为职业网球赢得了公众的支持。1967年底，最优秀的业余选手均转为职业选手，为第一次公开赛赛事的举办铺平了道路。当时，一些职业选手是独立参赛的，如卢·霍德、路易斯·阿亚拉和欧文·戴维森，但大多数最好的选手都与以下两个职业巡回赛中的一个签订了合同： 
- 由George McCall和Fred Podesta经营的全国网球联盟（英语：National Tennis League），(NTL)。
  - 罗德·拉沃、罗伊·爱默生、肯·罗斯威尔、安德烈斯·希梅诺、潘乔·冈萨雷斯和弗雷德·施托勒等。
- 世界网球锦标赛 (WCT)，由大卫·迪克森（英语：David Dixon (businessman)）、Albert G. Hill Jr. 和Lamar Hunt经营。
  - 约翰·纽康姆、托尼·罗奇、尼古拉·皮利奇、罗杰·泰勒、皮埃尔·巴尔泰斯、布奇·布赫霍尔兹（英语：Butch Buchholz）、克利夫·德赖斯代尔和丹尼斯·拉尔斯顿（英语：Dennis Ralston），被成为WCT「八杰」（“Handsome Eight”）。 [需要引用]

当1968年公开赛时代正式开始时，这些巡回赛经常发现自己失去了NTL或WCT选手。第一个公开赛是在伯恩茅斯举行的英国硬地网球锦标赛，当时没有WCT选手参加，当年的法国网球公开赛也是如此。1970年，NTL的球员没有参加澳大利亚网球公开赛，因为他们的承诺没有得到保证。

## 大奖赛的创立
在公开赛年代开始时，网球赛事发起人对大满贯赛事的操纵导致杰克·克雷默在1969年构思了大奖赛。克莱默也是一名网球赛事发起人，同时他在1940年代和1950年代也是世界顶级男子网球运动员。 他将该赛事描述为“一系列具有奖金池的锦标赛，这些奖金池将根据累积积分系统进行分站比赛。”「这将鼓励最优秀的球员定期参加系列赛，这样他们就可以在最后分享奖金，并有资格参加年度最重要的特别的冠军赛。」 
1970年法国网球公开赛只有少数签约球员出现时，国际草地网球联合会(ILTF) 批准了克莱默的大奖赛提议。1970年4月，其总裁本·巴内特(Ben Barnett)宣布创建大奖赛巡回赛（Grand Prix circuit），并在第一年的实验基础上进行。 
第一届世界网球锦标赛巡回赛于1968年1月20日在澳大利亚悉尼举行。第一届NTL巡回赛于1968年3月18日至21日在巴西圣保罗举行。1970年7月，WCT吸收了NTL，共同与ILTF举办的大奖赛巡回赛对抗。1971年，WCT举办了20场巡回赛，并于11月举行了年终WCT总决赛。 1970年底，一个记者小组对世界上最好的球员进行了排名。根据这个排名，成绩最好的32名男子被邀请参加1971年WCT巡回赛，其中包括伊利耶·納斯塔塞、斯坦·史密斯、揚·科德斯、热利科·弗拉努洛维奇和克拉克·格雷布纳。
澳大利亚公开赛是WCT巡回赛的一部分，而法国网球公开赛、温布尔登网球公开赛和美国网球公开赛则是大奖赛巡回赛赛事。 ILTF和WCT之间的冲突非常激烈，以至于罗斯沃尔、吉梅诺、拉沃尔、艾默生和其他WCT选手抵制了1971年美国网球公开赛。那一年也创办了第三个专业巡回赛，是由吉米·康纳斯的未来的经纪人比尔·利尔丹经营的美国室内网球巡回赛（U. S. Indoor Circuit）。
1971年7月，ITLF投票从1972年初开始禁止所有WCT签约球员参加ITLF旗下的巡回赛和使用ITLF设施。1972年的法网和温布尔登网球锦标赛拒绝了所有与WCT签约的职业球员。在1972年4月，ITLF和WCT同意将1973年的巡回赛按时间划分，从1月到5月举办WCT巡回赛，剩余时间举办的大奖赛巡回赛。ITLF和WCT之间的冲突导致所有网球运动员参加了1972年的美国网球公开赛，在那里他们同意在杰克·克莱默、唐纳德·戴尔和克里夫·德赖斯代尔的努力下组建自己的组织，也就是职业网球联合会(ATP)。
1973年，有四个相互竞争的职业巡回赛：从1月到4月的WCT巡回赛与美国室内巡回赛，从4月到7月的大奖赛巡回赛；两个巡回赛直到六月都与“欧洲春季巡回赛（European Spring Circuit）”竞争。
同年，ATP呼吁抵制1973年温布尔登网球锦标赛引起了争议。此前，ATP的一名成员尼古拉·皮利奇因故未能参加戴维斯杯对新西兰的比赛而被南斯拉夫网球联合会禁赛。ATP的抵制在谈判失败后继续进行。只有三名ATP组织成员——Roger Taylor, Ilie Năstase和Ray Keldie——抵制了罢工，他们后来因此被罚款。那一年的温网男子双打签表后来由二流选手、幸运落败者和年长的选手组成，比如尼尔·弗雷泽，他与澳大利亚同胞约翰·库珀一起进入了男子双打决赛。此次签表还吸引了诸如比约·博格、維杰·阿姆里特拉吉、桑迪·迈耶和约翰·劳埃德等未来的天才球员参加。

## 整合与终结
WCT巡回赛和大奖赛巡回赛是分开的，直到1978年大奖赛巡回赛整合了WCT巡回赛。1982年，WCT巡回赛再次从大奖赛中分离出来，创造了一个更复杂的WCT排名，类似于ATP排名。然而，分裂是短暂的，1985年大奖赛巡回赛吸收了剩下的四场WCT巡回赛。
在1988年美国网球公开赛期间，由当时世界排名第一的马茨·维兰德领导的ATP在与大奖赛巡回赛的管理机构MTC就巡回赛的赛事组织和关键问题（如球员疲劳参赛等）进行了临时会议谈判，结果谈判失败并召开了著名的「停车场新闻发布会（Parking Lot Press Conference）」。在这次新闻发布会上，ATP宣布它将在1990年开始创办自己的巡回赛，这意味着1989年的大奖赛巡回赛实际上将是它的最后一年运行。 大奖赛巡回赛的最后一场比赛是在皇家阿尔伯特音乐厅举行的纳贝斯克大师赛双打决赛，吉姆·格拉布和帕特里克·麦肯罗、在决赛中击败了约翰·菲茨杰拉德和安德斯·耶吕德。 

## 管理
从1974年到1989年，大奖赛的管理由男子国际职业网球理事会(MIPTC) 领导。 （它的名字在1988年被缩短为男子网球委员会（Men's Tennis Council，简称 MTC）。 )  MIPTC的职责包括对违反其行为准则、比赛纪律、药物测试等行为处以罚款。它还将澳大利亚网球公开赛的日期从1977年确定的12月移至1987年的1月，以便从1986年起在12月举行大奖赛大师赛（Grand Prix Masters，类似于年终总决赛）。然而，它未能阻止大奖赛巡回赛的比赛数量增加，1974年举办了48场，而1989年则降到了75场。

## 赞助商和大奖赛巡回赛名称
根据USLTA网球年鉴和指南（USLTA Tennis Yearbooks and Guilds）以及网球世界年鉴（World of Tennis yearbooks），大奖赛巡回赛的赞助商的历史如下：
- 1970年百事可乐大奖赛[9]
- 1971年百事可乐大奖赛
- 1972年商业联盟保险大奖赛
- 1973年商业联盟保险大奖赛
- 1974年商业联盟保险大奖赛
- 1975年商业联盟保险大奖赛
- 1976年商业联盟保险大奖赛[10]
- 1977年高露洁-棕榄大奖赛[11]
- 1978年高露洁-棕榄大奖赛
- 1979年高露洁-棕榄大奖赛
- 1980年沃尔沃大奖赛
- 1981年沃尔沃大奖赛
- 1982年沃尔沃大奖赛
- 1983年沃尔沃大奖赛
- 1984年沃尔沃大奖赛[12]
- 1985年纳贝斯克大奖赛
- 1986年纳贝斯克大奖赛
- 1987年纳贝斯克大奖赛
- 1988年纳贝斯克大奖赛[13]
- 1989年纳贝斯克大奖赛

## ATP巡回赛的形成
1990年，以汉密尔顿·乔丹领导的职业网球联合会（ATP）正式取代MTC成为男子职业网球以及赛事的唯一管理机构，ATP巡回赛由此诞生。从1990年到1995年，九个最负盛名的大奖赛巡回赛被称为“单周冠军系列赛” （Championship Series Single Week） 。1996年到1999年，梅赛德斯开始赞助这一系列赛事，改名为“超九系列赛”（Super 9）。  2000年到2004年，他们被称为“网球大师系列赛”（Tennis Masters Series），到2009年被称为“ATP大师系列赛”（ATP Masters Series），他们现在被称为ATP世界巡迴賽1000大師賽。此级别以下的大奖赛系列赛最初被称为大奖赛超级系列赛，他们被ATP保留并更名为“冠军系列赛”（Championship Series）。所有剩余的大奖赛巡回赛都成为“世界系列赛”（"World Series"）的一部分。

### 大奖赛巡回赛年终获胜者
|    | 姓名            | 标题                             |
| -- | --------------- | -------------------------------- |
| 1. | 伊万·伦德尔     | 5 (1981, 1985, 1986, 1987, 1989) |
| 2. | 约翰·麦肯罗     | 3 (1979, 1980, 1984)             |
| 2. | 吉列尔莫·维拉斯 | 3 (1974, 1975, 1977)             |
| 4. | 吉米·康纳斯     | 2 (1978, 1982)                   |
| 4. | 伊利耶·納斯塔塞 | 2 (1972, 1973)                   |
| 4. | 马茨·维兰德     | 2 (1983, 1988)                   |
| 7. | 劳尔·拉米雷斯   | 1 (1976)                         |
| 7. | 克里夫·里奇     | 1 (1970)                         |
| 7. | 斯坦·史密斯     | 1 (1971)                         |